# Uria aalge

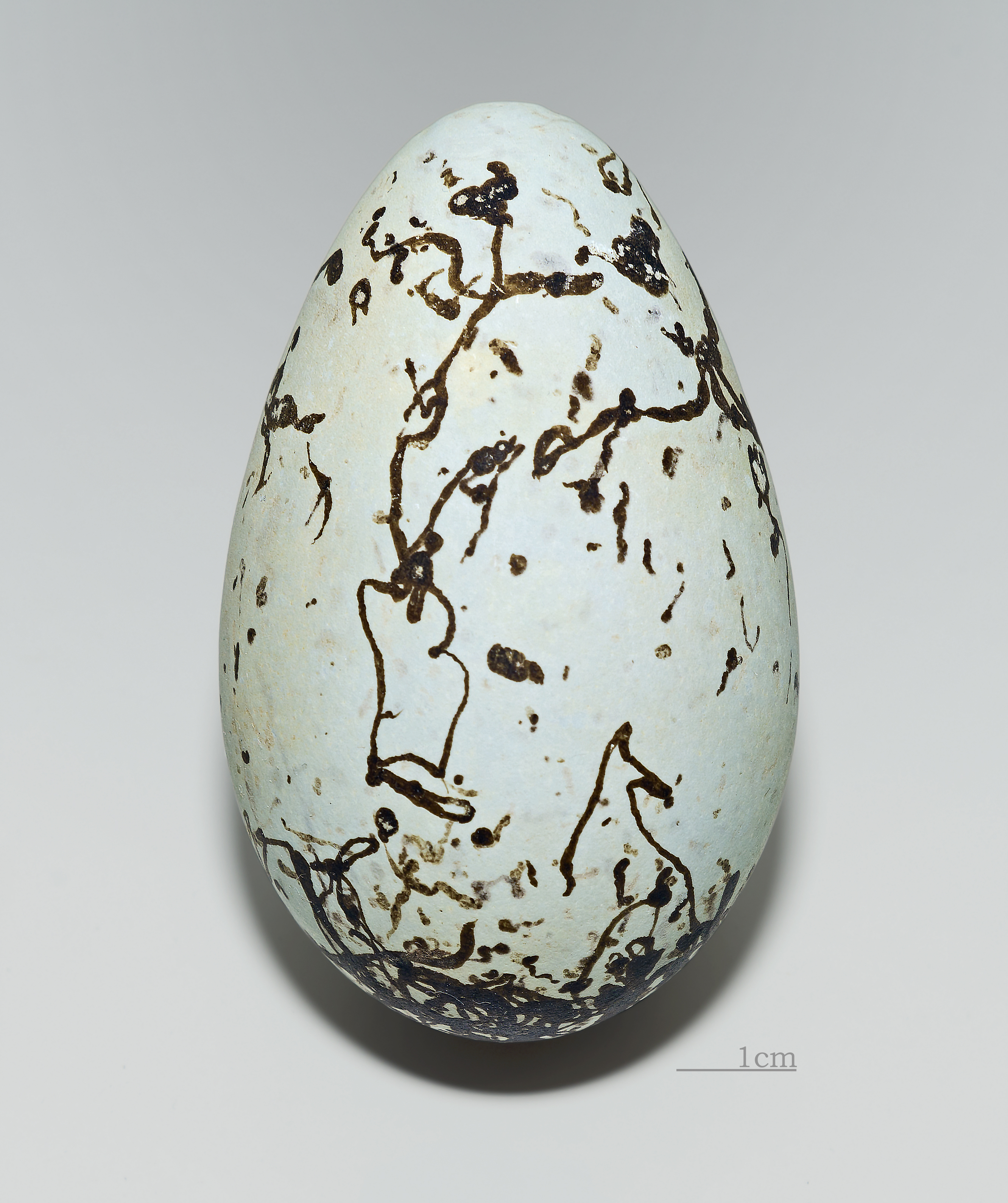
Uria aalge

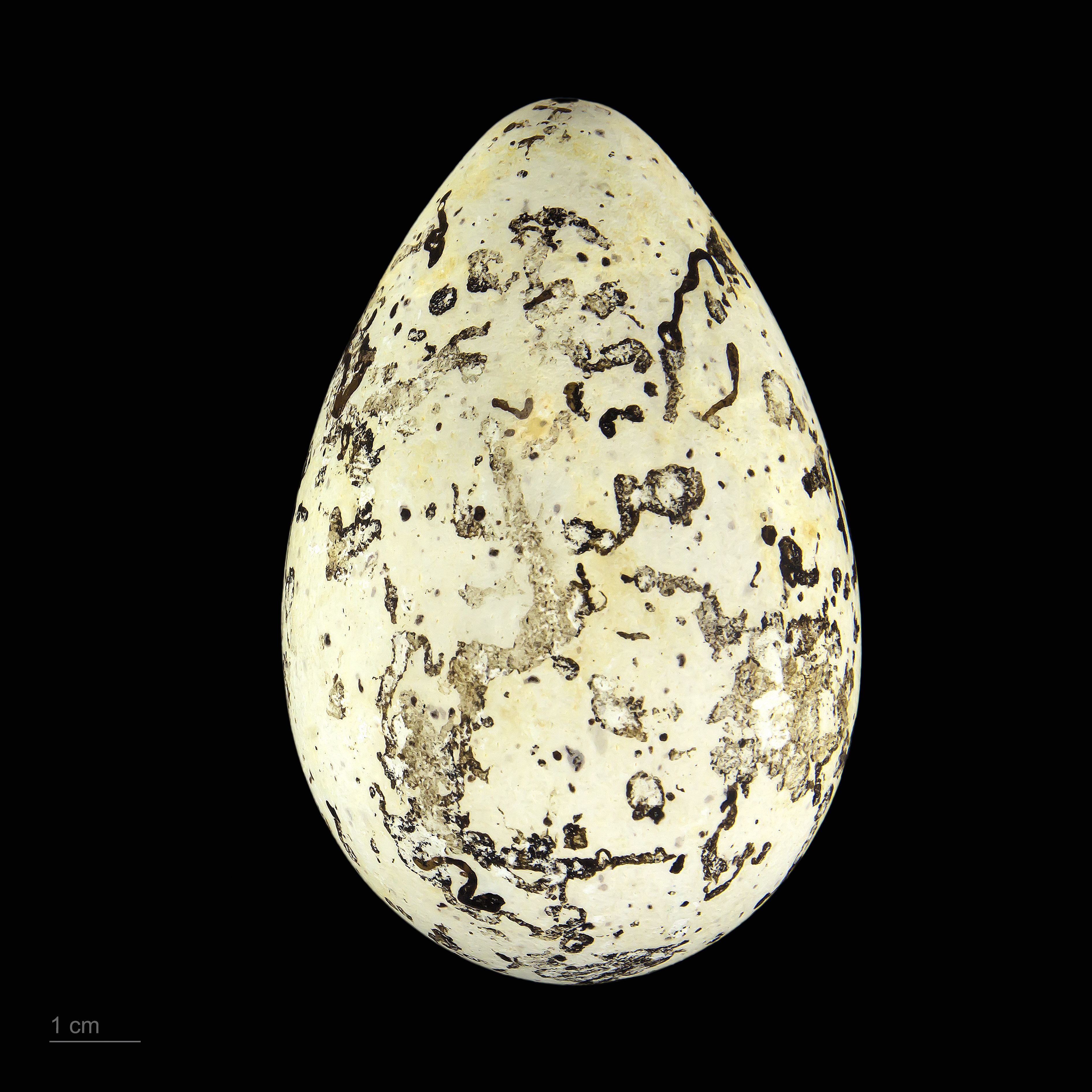
Uria aalge aalge

Uria aalge là một loài chim trong họ Alcidae.
Loài này phân bố xung quanh vòng cực. Loài chim biển này dành phần lớn thời gian ở biển và chỉ vào bờ để sinh sản ở vách đá hay bãi đá trên các đảo. Nó lặn sâu từ 30–60 m, có trường hợp 100 m đã được ghi nhận. Nó ăn cá, động vật giáp xác, ốc.